# 酒を飲む時の歌

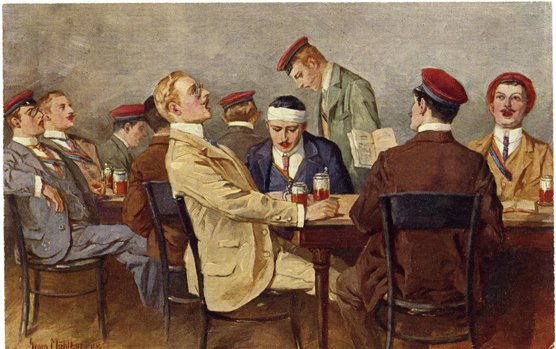
哲学科学生たちが「円卓」で歌う」（Georg Mühlberg画、1900年頃）

酒を飲む時の歌（さけをのむときのうた、英語: drinking songs）では世界の各国で、様々な言語で酒類を飲むときに伝統的に参加者が一緒に歌う歌、吟ずる詩をアルファベット順に集めている。

## 歴史
飲酒を讃える歌は、ヨーロッパでは12世紀ごろの『カルミナ・ブラーナ』にもみられる。中国では、唐時代の王翰の「涼州詞」、李白の「両人対酌」などにも歌われた。日本では、平安時代の『万葉集』に大伴旅人邸で行われた「梅花の宴」での歌がある。

## 世界の酒を飲む時の歌
- 青柳梅との花を折りかざし飲みての後は散りぬともよし（Aoyanagi ume tono hana wo ...） - 万葉集820、「梅花の宴」32首の一首[2]

- カリフォルニア酒の歌 (California Drinking Song、英語) - 米国カリフォルニア大学バークリー校学生歌

- 円卓の騎士たちよ (Chevaliers de la Table ronde、フランス語)

- デンボスへ行く (Dat gaat naar Den Bosch toe、オランダ語)

- ドロブナ・ドラブニツァ(Дробна драбніца、ベラルーシ語)

- アイン・プロージット (Ein Prosit der Gemütlichkeit、ドイツ語) - ドイツ・ミュンヘンのオクトーバーフェストで

- エルゴ・ビバームス (Ergo bibamus、ドイツ語・ラテン語)  - ゲーテ作詞、学生歌[3][4]

- ガウデアムス (Gaudeamus igitur、ラテン語) - 学生歌、ヨーロッパ諸国で

- 老人ノアク (Gubben Noach、スウェーデン語) - 18世紀ごろから親しまれてきた歌

- 涼州詞 (Liangzhouci、中国語・漢文) - 唐の詩人・王翰のもっとも有名な漢詩

- 乾杯の歌 (Maine Stein Song、ドイツ語・英語) - 米国メイン州立大学の校歌

- 黒田節 (Kuroda Bushi、日本語) - 九州民謡